# Nangila van Eyck
Nangila Naomi van Eyck (* 13. Juli 1984 in Dordrecht) ist eine ehemalige niederländische Fußballspielerin und seit dem 1. Juli 2024 Trainerin von ADO Den Haag.

## Spielerkarriere

### Vereine
Van Eyck begann für den in ihrem Geburtsort ansässigen DWO Dordrecht mit dem Fußballspielen, dass sie im weiteren Verlauf in Delft beim KFC'71 fortsetzte. Im Alter von 21 Jahren spielte sie das erste Mal im Seniorinnenbereich für den in Zeist in der Provinz Utrecht ansässigen SV Saestum in der Hoofdklasse, der unter diesem Namen seinerzeit höchsten Spielklasse im niederländischen Frauenfußball. In der Saison 2007/08 spielte sie das erste Mal in der Eredivisie, der seit 2007 unter diesem Namen höchsten Spielklasse, für ADO Den Haag. Von 2008 bis 2012 war sie für den Ligakonkurrenten SC Heerenveen aktiv und erzielte 14 Tore in 55 Punktspielen.
Zur Saison 2012/13 wurde sie vom Zweitligisten SV Meppen verpflichtet. Bis zum Saisonende 2014/15 kam sie in der Gruppe Nord der seinerzeit zweigleisigen 2. Bundesliga in 54 Punktspielen zum Einsatz, in denen sie mit 33 Toren eine beachtliche Torquote erzielte. Ihr Zweitligadebüt zum Saisonstart am 2. September 2012 bei der 2:3-Niederlage im Auswärtsspiel gegen den 1. FFC Turbine Potsdam II krönte sie sogleich mit zwei Toren, den Treffern zum 1:3 und 2:3 in der 61. und 80. Minute. Beim 6:2-Sieg im Heimspiel gegen Holstein Kiel am 26. April 2015 (18. Spieltag) gelangen ihr vier Tore.

### Nationalmannschaft
Als Nationalspielerin für den KNVB bestritt sie 37 Länderspiele für die Nationalmannschaft, in denen ihr sechs Tore gelangen. Ihr Debüt erfolgte am 17. Februar 2005 in Palamós im torlosen Spiel gegen die Nationalmannschaft Spaniens als Einwechselspielerin für Nicole Delies zur zweiten Spielzeit im Internationalen Turnier Gran Canaria 2005. Ihr erstes Länderspieltor gelang am 19. April 2005 in ihrem vierten von sieben Länderspielen im Jahr 2005 beim 1:1-Unentschieden gegen die Nationalmannschaft Kanadas in Apeldoorn mit dem Treffer zum Endstand in der 90. Minute. In den Jahren 2006 bis 2008 und 2011 bis 2013 wurde sie in insgesamt 17 Freundschaftsspielen berücksichtigt. Mit der Mannschaft nahm sie am Turnier um den Zypern-Cup 2008 teil, kam in den ersten beiden Spielen der Gruppe A zum Einsatz, wie auch im Spiel um Platz 3. Bei der 1:2-Niederlage am 12. März gegen die Nationalmannschaft Japans in Nikosia erzielte sie das 1:0-Führungstor in der 18. Minute. Des Weiteren bestritt sie (die letzten) vier Spiele der WM-Qualifikationsgruppe 5 und sechs EM-Qualifikationsspiele (5 in Gruppe 4 und das erste in Gruppe 6). Ihr letztes Länderspiel bestritt sie am 9. Februar 2013 in Waregem beim 3:2-Sieg im Freundschaftsspiel gegen die Nationalmannschaft Belgiens.

### Erfolge
- Niederländischer Meister 2006 (mit dem SV Saestum)

## Trainerkarriere
Im Jahr 2020 nahm sie ihre erste Traineranstellung beim HHC Hardenberg wahr und war für das Training der ersten Frauenfußballmannschaft aus der Provinz Overijssel verantwortlich. Anfang des Jahres 2021 wurde ihre Vertragslaufzeit um ein weiteres Jahr verlängert.
Seit dem 1. Juli 2024 ist sie als Trainerin der in der Eredivisie spielenden Frauenfußballmannschaft von ADO Den Haag angestellt.